# Domenico Gennaro
Domenico Gennaro, talvolta accreditato come Mimmo Gennaro (Catania, 18 settembre 1948), è un attore italiano.

## Biografia
È un attore caratterista e un attore teatrale Italiano, catanese. Siciliano d'origine, Domenico Gennaro inizia la carriera d'attore nella prima metà degli anni ottanta interpretando già da allora il personaggio del delinquente affiliato alle varie cosche mafiose.
Per Domenico Gennaro, lo stereotipo del "mafioso per antonomasia" diverrà negli anni a venire un vero e proprio marchio di fabbrica, basti citare il ruolo del sicario Armando Ognibene in Pizza Connection.
Seppur in ruoli minori da comprimario, Domenico Gennaro interpreta l'anno successivo il ruolo di Domenico Spina ne Il camorrista, un delinquente di origine calabrese senza scrupoli che tradisce e che finirà a sua volta tradito e ucciso.
Per Domenico Gennaro è determinante il primo incontro con il conterraneo regista Giuseppe Tornatore il quale, dopo Il Camorrista,  gli ripropone di apparire in diverse sequenze dei suoi film successivi come in L'uomo delle stelle, e Malèna in cui ricopre il ruolo del farmacista del paese in un'ambientazione tipicamente siciliana.
A partire dagli anni novanta l'attività cinematografica di Domenico Gennaro comincia a diventare più sporadica pur mantenendo una certa continuità; uno degli ultimi ruoli di rilievo è nel film Il divo in cui interpreta il ruolo del pentito mafioso Francesco Marino Mannoia.
Recenti le sue partecipazioni a I nostri ieri di Andrea Papini (Festa del Cinema di Roma 2022), e a Indagine di Famiglia di Gian Paolo Cugno dove interpreta con grande incisività un pecoraio del secolo scorso.
Domenico Gennaro è attivo anche nella carriera teatrale e ha portato in scena diversi testi della tradizione siciliana da Ignazio Buttitta a Giuseppe Fava, come anche le canzoni di Rosa Balistreri. Nel 2018 è stato protagonista insieme a Gian Paolo Romania e Pamela Toscano di Muraturi,  versione in dialetto catanese di Muratori di Edoardo Erba. È stato diretto dal regista Armando Pugliese in diversi lavori (Libertà di Filippo Arriva da I fatti di Bronte, Il segno verde, Le città del mondo, Gerusalemme Liberata) per il Teatro Stabile di Catania. Nel 2000 è stato fra i protagonisti de La Sposa Persiana, regia di Andrea Taddei per il CTB Centro Teatrale Bresciano.

## Filmografia

### Cinema
- Pizza Connection, regia di Damiano Damiani (1985)
- Il camorrista, regia di Giuseppe Tornatore (1986)
- Porte aperte, regia di Gianni Amelio (1990)
- Il sole buio, regia di Damiano Damiani (1990)
- L'uomo delle stelle, regia di Giuseppe Tornatore (1995)
- La fame e la sete, regia di Antonio Albanese (1999)
- Malèna, regia di Giuseppe Tornatore (2000)
- Sotto il sole della Toscana (Under the Tuscan Sun), regia di Audrey Wells (2003)
- Il divo, regia di Paolo Sorrentino (2008)
- Il traditore, regia di Marco Bellocchio (2019)
- I nostri ieri, regia di Andrea Papini (2022)
- Indagine di famiglia, regia di Gian Paolo Cugno (2024)

### Televisione
- Peppino, regia di Mario Cortesii (1982)
- La piovra, regia di Damiano Damiani (1984)
- Kaos, regia di Paolo e Vittorio Taviani (1984)
- Linda e il brigadiere, regia di Alberto Simone (2000), 3ª stagione episodio 2
- Il commissario Montalbano, regia di Alberto Sironi (2002), 4ª stagione episodio 1
- Il commissario Montalbano, regia di Alberto Sironi (2008), 7ª stagione episodio 3